# 1961 год в кино

## Фильмы

### Мировое кино
- «Аккатоне»/Accattone, Италия (реж. Пьер Паоло Пазолини)
- «В прошлом году в Мариенбаде»/L' Annee Derniere A Marienbad, Франция (реж. Ален Рене)

- «Вестсайдская история»/West Side Story, США (реж. Джером Роббинс и Роберт Уайз)
- «Виридиана»/Viridiana, Испания (реж. Луис Буньюэль)
- «Вкус мёда»/A Taste of Honey, Великобритания (реж. Тони Ричардсон)
- «Женщина есть женщина»/Une femme est une femme, Франция-Италия (реж. Жан-Люк Годар)
- «Завтрак у Тиффани»/Breakfast at Tiffany’s, США (реж. Блейк Эдвардс)
- «Колодец и маятник»/The Pit and the Pendulum, США (реж. Роджер Корман)
- «Мать Иоанна от ангелов»/Matka Joanna od Aniołów, Польша (реж. Ежи Кавалерович)
- «Месть Марсельца»/Un nommé La Rocca, Франция-Италия (реж. Жан Беккер)
- «Неприкаянные»/The Misfits, США (реж. Джон Хьюстон)
- «Ночь»/La Notte, Италия (реж. Микеланджело Антониони)
- «Нюрнбергский процесс»/Judgment at Nuremberg, США (реж. Стэнли Крамер)
- «Один, два, три»/One, two, three, США (реж. Билли Уайлдер)
- «Одноглазые валеты»/One-Eyed Jacks, США (реж. Марлон Брандо)
- «Проклятие оборотня»/The Curse of The Werewolf, Великобритания (реж. Теренс Фишер)
- «Пушки острова Наварон»/The Guns Of Navarone, США-Великобритания (реж. Джей Ли Томпсон)
- «Развод по-итальянски»/Divorzio All’Italiana, Италия (реж. Пьетро Джерми)
- «Сквозь тусклое стекло»/Sasom I En Spegel, Швеция (реж. Ингмар Бергман)
- «Телохранитель»/用心棒, Япония (реж. Акира Куросава)

### Советское кино

#### Фильмы Азербайджанской ССР
- «Наша улица» («Азербайджанфильм»; реж. Али-Саттар Атакишиев)
- «Сказание о любви» («Азербайджанфильм»; реж. Лятиф Сафаров)

#### Фильмы Белорусской ССР
- «День, когда исполняется 30 лет» («Беларусьфильм»; реж. Валентин Виноградов)
- «Первые испытания» (2-я серия) («Беларусьфильм»; реж. Владимир Корш-Саблин)

#### Фильмы Грузинской ССР
- «Жених без диплома» (реж.-пост. Леван Хотивари)
- «Клад» (реж.-пост. Резо Чхеидзе)
- «На берегах Ингури» (реж.-пост. Давид Рондели)
- «Рассказ нищего» (реж.-пост. Лео Эсакия)

#### Фильмы Молдавской ССР
- «Человек идёт за солнцем» («Молдова-фильм», реж.-пост. Михаил Калик)

#### Фильмы РСФСР
- «А если это любовь?» («Мосфильм»; реж. Юлий Райзман)
- «Алёнка» («Мосфильм»; реж. Борис Барнет)
- «Алые паруса» («Мосфильм» («Творческое объединение детских фильмов»); реж. Александр Птушко)
- «Битва в пути» («Мосфильм»; реж. Владимир Басов)
- «В начале века» («Мосфильм»; реж. Анатолий Рыбаков)
- «Вечера на хуторе близ Диканьки» («Киностудия имени М. Горького» («Второе творческое объединение»); реж. Александр Роу)
- «Две жизни» («Киностудия имени М. Горького»; реж. Леонид Луков)
- «Девчата» («Мосфильм»; реж. Юрий Чулюкин)
- «Девять дней одного года» («Мосфильм»; реж. Михаил Ромм)
- «Дерсу Узала» («Моснаучфильм»; реж. Агаси Бабаян)
- «Длинный день», («Свердловская киностудия»; реж. Рафаил Гольдин)
- «Друг мой, Колька!» («Мосфильм»; реж. Алексей Салтыков и Александр Митта)
- «Евдокия» («Киностудия имени М. Горького»; реж. Татьяна Лиознова)
- «Как создавался Робинзон» («Мосфильм»; реж. Эльдар Рязанов)
- «Карьера Димы Горина» («Киностудия имени М. Горького»; реж. Фрунзе Довлатян и Лев Мирский)
- «Когда деревья были большими» («Киностудия имени М. Горького»; реж. Лев Кулиджанов)
- «Командировка» («Киностудия имени М. Горького» («Первое творческое объединение»); реж. Юрий Егоров)
- «Любушка» («Мосфильм»; реж. Владимир Каплуновский)
- «Мир входящему» («Мосфильм»; реж. Александр Алов и Владимир Наумов)
- «Пёс Барбос и необычный кросс» («Мосфильм»; реж. Леонид Гайдай)
- «Полосатый рейс» («Ленфильм»; реж. Владимир Фетин)
- «Приключения Кроша» («Киностудия имени М. Горького» («Второе творческое объединение»); реж. Генрих Оганесян)
- «Самогонщики» («Мосфильм»; реж. Леонид Гайдай)
- «Суд сумасшедших» («Мосфильм»; реж. Григорий Рошаль)
- «Укрощение строптивой» («Мосфильм» («Творческое объединение телевизионных фильмов»); реж. Сергей Колосов)
- «Человек-амфибия» («Ленфильм»; реж. Геннадий Казанский и Владимир Чеботарёв)
- «Человек ниоткуда» («Мосфильм»; реж. Эльдар Рязанов)
- «Чистое небо» («Мосфильм»; реж. Григорий Чухрай)

#### Фильмы Украинской ССР
- «Водил поезда машинист» («Одесская киностудия художественных фильмов»; реж. Виктор Жилин).
- «Гулящая» («Киевская киностудия имени А. П. Довженко»; реж. Иван Кавалеридзе).
- «Украинская рапсодия» («Киевская киностудия имени А. П. Довженко»; реж. Сергей Параджанов).

### Телесериалы

#### Латиноамериканские телесериалы

##### Мексика
- Елена
- Под сенью миндальных деревьев

## Награды
Каннский кинофестиваль
- «Столь долгое отсутствие» — режиссёр Анри Кольпи (Золотая пальмовая ветвь)
- «Виридиана» — режиссёр Луис Бунюэль (Золотая пальмовая ветвь)

Московский кинофестиваль
- «Чистое небо» — режиссёр Григорий Чухрай. (Золотой приз)

Оскар
- «Вестсайдская история» — киноверсия бродвейского мюзикла Леонарда Бернстайна. (10 номинаций)

## Лидеры проката

### Советский прокат
- «Полосатый рейс», (режиссёр Владимир Фетин) 1 место, 45 800 000 зрителей
- «Чистое небо», (режиссёр Григорий Чухрай) — 2 место, 41 300 000 зрителей
- «Две жизни», (режиссёр Леонид Луков) — 3 место, 41 300 000 + 38 200 000 зрителей
- «Осторожно, бабушка!», (режиссёр Надежда Кошеверова) — 4 место, 40 300 000 зрителей
- «Балтийское небо», (режиссёр Владимир Венгеров) — 5 место, 38 600 000 + 33 000 000 зрителей
- «Битва в пути», (режиссёр Владимир Басов) — 6 место, 38 300 000 + 34 500 000 зрителей

### Зарубежный прокат
- «101 далматинец» — лидер американского проката, входит в первую сотню самых кассовых фильмов.

## Персоналии

### Родились
- 1 января — Нина Дворжецкая, актриса театра и кино.
- 3 апреля — Эдди Мёрфи, американский комедийный актёр.
- 12 апреля — Юрий Гальцев, эстрадный артист, актёр кино.
- 14 апреля — Роберт Карлайл, шотландский актёр.
- 6 мая — Джордж Клуни, американский актёр и кинорежиссёр.
- 14 мая — Тим Рот, британский актёр, режиссёр.
- 25 июня — Тимур Бекмамбетов, советский кинорежиссёр.
- 19 августа — Екатерина Евгеньевна Васильева, советская актриса театра и кино.
- 31 октября — Питер Джексон, новозеландский кинорежиссёр, сценарист и продюсер.
- 19 ноября — Мэг Райан, американская актриса, продюсер.
- 29 ноября — Денис Евстигнеев, кинооператор, режиссёр, продюсер.

### Скончались
- 13 мая — Гэри Купер, американский актёр, сыгравший в сотне фильмов, выигравший два «Оскара» за лучшую мужскую роль и почётный «Оскар» за общий вклад в развитие американского кино.
- 22 июля — Эдуард фон Винтерштайн, немецкий актёр театра и кино.
- 26 августа — Хампе Фаустман, шведский кинорежиссёр, сценарист и актёр.